# Drosophila nubiluna
Drosophila nubiluna är en tvåvingeart som beskrevs av Wheeler 1949. Drosophila nubiluna ingår i släktet Drosophila och familjen daggflugor.
Artens utbredningsområde är Mexiko.